# 誉田徹
誉田 徹（ほんだ とおる、1941年7月5日 - ）は、日本の短距離走の選手である。
1964年東京オリンピックで男子1600メートルリレー走に出場した。日本陸上競技選手権大会において1964年に男子200ｍで優勝、1966年には男子100ｍと200ｍとも優勝した。 